# Internazionali Femminili di Tennis Città di Caserta 2013
Gli Internazionali Femminili di Tennis Città di Caserta 2013 sono stati un torneo di tennis facente parte della categoria ITF Women's Circuit nell'ambito dell'ITF Women's Circuit 2013. Il torneo si è giocato a Caserta in Italia dal 20 al 26 maggio 2013 su campi in terra rossa e aveva un montepremi di $25,000.

## Vincitrici

### Singolare
Renata Voráčová ha battuto in finale  Beatriz Haddad Maia con il punteggio di 6–4, 6–1.

### Doppio
Danka Kovinić /  Renata Voráčová hanno battuto in finale  Ana Bogdan /  Cristina Dinu con il punteggio di 6–4, 7–6(3).